# Смишлений (есмінець, 1939)
«Смишлений» (рос. «Смышленый») — військовий корабель, ескадрений міноносець проєкту 7-У військово-морського флоту СРСР за часів Другої світової війни.
Есмінець «Смишлений» 27 червня 1938 року закладений на верфі ССЗ № 200 у Миколаєві, 26 серпня 1939 року спущений на воду. 10 листопада 1940 року корабель уведений до складу радянського Чорноморського флоту. 6 березня 1942 року підірвався на міні на підході до Новоросійська.

## Бойовий шлях
На початок німецько-радянської війни «Смишлений» перебував у складі 3-го дивізіону есмінців Загону легких сил з базуванням на ВМБ Севастополя. 23 червня 1941 року есмінець брав участь у постановці мінних загороджень на підступах до Севастополя. 24 червня 1941 року разом з есмінцями «Беспощадний» і «Харків» вийшов у район острова Зміїний для попередження набігу шести ворожих есмінців на бази радянського флоту для висадки німецького десанту в районі Одеси. Після доби маневрування в заданому районі кораблі повернулися на базу — припущення командування про висадку десанту виявилося помилковим.
26 червня готувався разом з крейсером «Ворошилов», лідерами проєкту 1 «Харків» та «Москва» і есмінцем «Сообразительний» до рейду на Констанцію. Але на виході із Севастополя зачепив параваном ґрунт і відстав від головних сил. Пізніше він приєднався до есмінця «Сообразительний» для ескортування пошкодженого лідера «Харків».
Наприкінці серпня «Смишлений» увійшов до складу сил Чорноморського флоту, що підтримували оборону Одеси, ескортував транспорти та перевозив вантажі та людей. 29 серпня есмінець у складі ескортної групи кораблів, що включала крейсер «Червона Україна» та есмінці «Ташкент», «Шаумян», «Фрунзе», а також ряд дрібніших судів, забезпечував супровід переходу транспорту «Абхазія» і танкера «Москва» до Одеси. Після прибуття бойові кораблі залишилися на зовнішньому рейді міста і почали артилерійський обстріл військ противника в районі сіл Іллінка, Чабанка, Нова Дофінівка і Гільдендорф.
З 27 по 29 серпня, а також 15 жовтня здійснював вогневу підтримку військ, які вели оборонні бої на підступах до міста. 14 жовтня виставив 45 мін. 16 жовтня під час евакуації одеського гарнізону «Смишлений» та «Бойкий» останніми з бойових кораблів, що залишили Одеський порт.
У листопаді есмінець передали до складу сил, що забезпечували оборону Севастополя, під час якої також ескортував транспорти, перевозив вантажі та людей, здійснював вогневу підтримку. 25-28 листопада 1941 року «Смишлений» разом з есмінцями «Ташкент» і «Способний» успішно виконав завдання з конвоювання від Батумі до Босфору криголама «Анастас Мікоян», танкерів «Туапсе», «Сахалін» і «Варлаам Аванесов», що проривалися з Чорного моря на Далекий Схід через Босфор та Дарданелли.
З 28 по 30 грудня 1941 року у складі загону прикриття разом з крейсером «Молотов» і лідером «Ташкент» «Смишлений» брав участь у Керченсько-Феодосійській десантній операції.
1 і 16 січня 1942 року брав участь у підтримці військ, що оборонялися на підступах до Севастополя, витративши 56 і 115 снарядів відповідно. 6 січня есмінець спробував висадити в Євпаторії десант, але через сильне хвилювання та протидію противника зробити це не вдалося. 22 січня під час стоянки в Туапсе під час шторму «Смишлений» отримав пошкодження корпусу, при цьому наприкінці лютого та на початку березня брав участь в обстрілі німецьких військ у районі Феодосії.
Рано вранці 6 березня 1942 року при поверненні до Новоросійська після конвоювання транспортів до Керчі «Смишлений» через помилку в обчисленні підірвався на радянській міні поблизу мису Залізний Ріг і став на якір. Після прибуття в район лідерів «Ташкент» та «Харків» своїм ходом пішов у Новоросійськ. Під час цього переходу затопило друге та третє котельні відділення та корабель втратив хід. Сильне хвилювання не дозволило взяти есмінець на буксир і вранці наступного дня він затонув. При зануренні вибухнули глибинні бомби і від динамічного удару, що виник, загинули майже всі члени екіпажу. Врятувати вдалося лише двох людей.